# Глодень (Васлуй)
Глодень, Глодені (рум. Glodeni) — село у повіті Васлуй в Румунії. Адміністративно підпорядковане місту Негрешть.
Село розташоване на відстані 289 км на північ від Бухареста, 27 км на північний захід від Васлуя, 35 км на південь від Ясс.

## Населення
За даними перепису населення 2002 року у селі проживали 300 осіб, з них 299 осіб (99,7%) румунів. Рідною мовою 299 осіб (99,7%) назвали румунську.